# Géant Casino
Géant Casino è una catena di ipermercati francese con sede a Saint-Étienne; dal 2013 fa parte del Groupe Casino.
Géant Casino è la quarta catena di ipermercati più grande in Francia, dopo Carrefour, E.Leclerc e Auchan.
Ad aprile 2014 si contavano 111 negozi in tutto il territorio francese.

## Storia
Il primo ipermercato Géant è stato inaugurato nel 1970. Nel giugno 2013 Géant Casino contava oltre 130 ipermercati in tutto il mondo. L'obiettivo di Gèant, come di tutti gli altri ipermercati è quello di avere diversi tipi di articoli disponibili in un unico luogo.

## Géant nel mondo
| Paese               | Prima apertura | Negozi |
| ------------------- | -------------- | ------ |
| Francia             | 1970           | 120    |
| Martinica           | 1997           | 2      |
| Uruguay             | 1999           | 2      |
| Bahrein             | 2001           | 2      |
| Emirati Arabi Uniti | 2005           | 2      |
| Kuwait              | 2005           | 1      |
| Qatar               | 2013           | 1      |
| Tunisia             | 2005           | 1      |
| Guadalupa           | 2010           | 1      |
| Guyana francese     | 2010           | 1      |

## Medio Oriente
Fu-Com è unita con il Groupe Casino per esportare il marchio di ipermercati Géant nel Medio Oriente, dove Géant ha aperto il suo primo ipermercato nel 2001 a Bahrain e nel 2005 a Dubai.

## Loghi

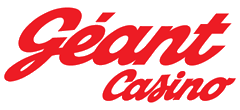
Logo utilizzato dal 1970 al 1992
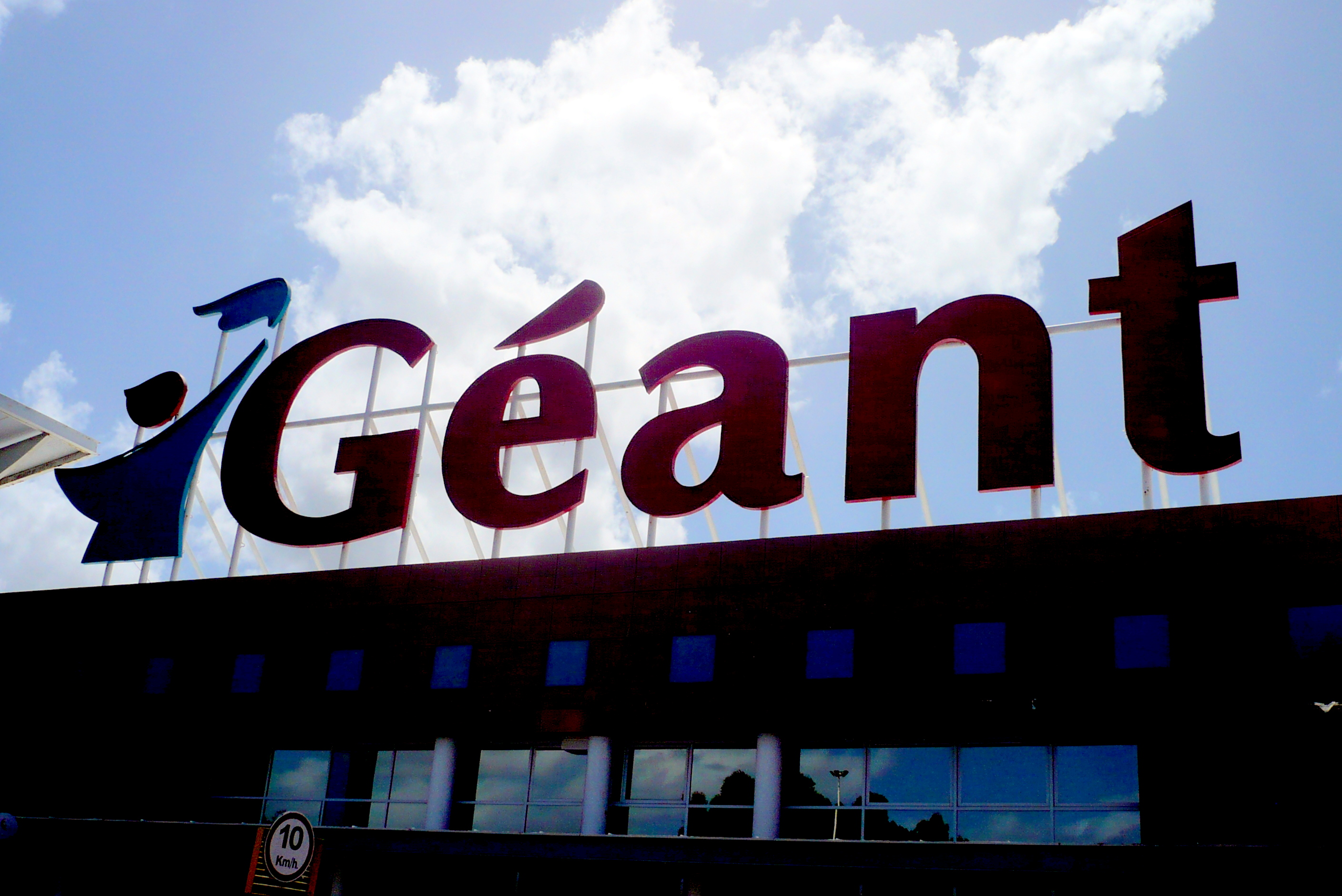
Logo de Géant de 1992 a 2007
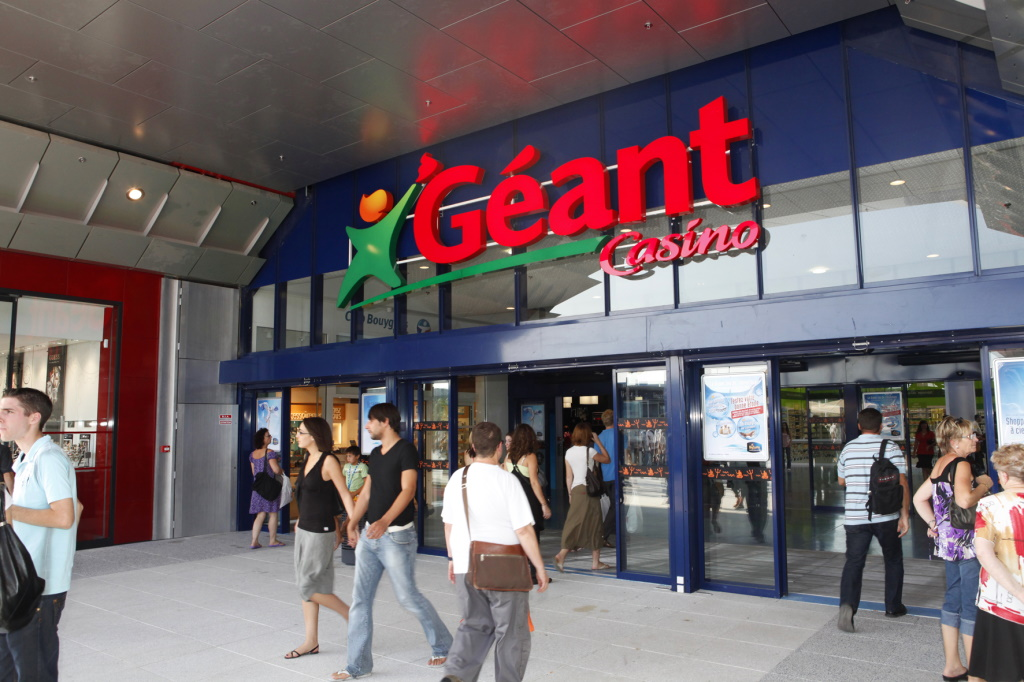
Logo de Géant Casino enseigne de 2007 a 2013
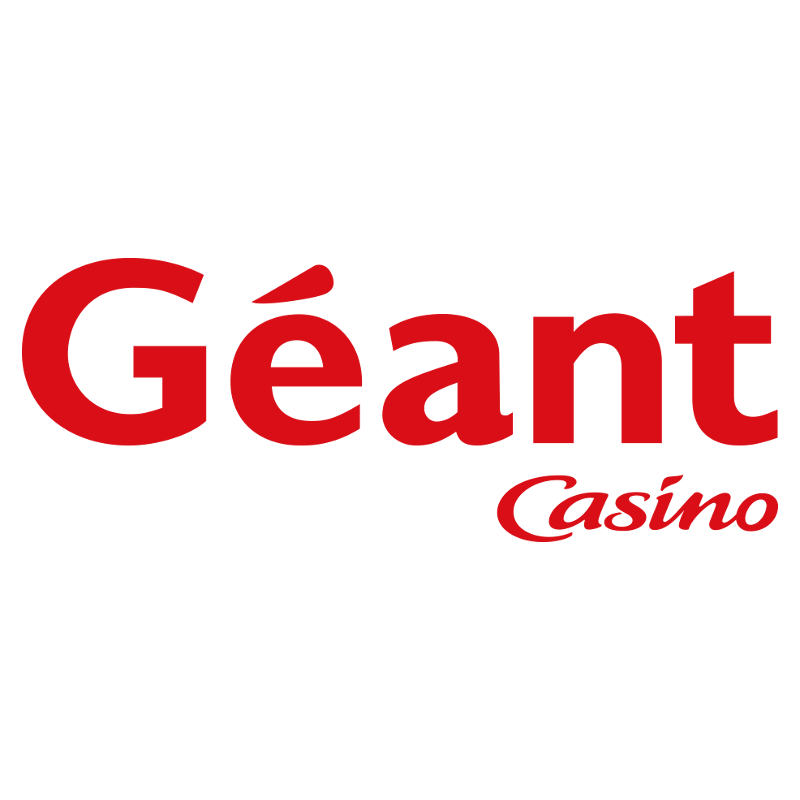
Logo de Géant Casino depuis 2015